# Worranit Thawornwong
Worranit Thawornwong (em tailandês:  วรนิษฐ์ ถาวรวงศ์; nascida em 9 de outubro de 1996) é uma atriz e cantora tailandesa. Ela é mais conhecida como Junior na série de televisão tailandesa de 2015 Ugly Duckling Series: Perfect Match.

## Infância e educação
Worranit Thawornwong nasceu em 9 de outubro de 1996 em Banguecoque. Ela é a segunda criança da família. Seu irmão, Jirakit Thawornwong, também é ator. Ela cursou o ensino médio na Escola Satriwitthaya 2 e atualmente estuda na Universidade Kasetsart.

## Filmografia

### Televisão
| Ano  | Transmissão | Rede         | Título                                  | Episódios | Papel             | Nota             | Parceiro                                                  |
| ---- | ----------- | ------------ | --------------------------------------- | --------- | ----------------- | ---------------- | --------------------------------------------------------- |
| 2014 | 10/10       | Bang Channel | Rukjing Pinker                          | 1         | Bew               | Primeiro drama   |                                                           |
| 2014 | 10/25       | GMM One      | Room Alone: The Series 401-410          | 10        | Snow              | Elenco principal |                                                           |
| 2015 | 5/17        | GMM 25       | Ugly Duckling Series: Perfect Match     | 9         | Junita/Junior/Joo | Elenco principal | (Push) Puttichai Kasetsin                                 |
| 2015 | 10/4        | GMM One      | Room Alone 2: The Series                | 15        | Snow              | Elenco principal |                                                           |
| 2016 | 1/10        | GMM 25       | Kiss The Series                         | 16        | Sanrak            | Elenco principal | (Tao) Sattaphong Phiangphor                               |
| 2017 | 6/4         | GMM 25       | U-Prince The Series: The Ambitious Boss | 5         | Mantou            | Elenco principal | (March) Chutavuth Pattarakhumphol                         |
| 2017 | 9/10        | GMM 25       | My Dear Loser: Monster Romance          | 10        | Namking           | Elenco principal | (Lee) Thanat Lowkhunsombat                                |
| 2018 | 4/22        | GMM 25       | Kiss Me Again                           | 14        | Sanrak            | Elenco principal |                                                           |
| 2018 | 7/29        | GMM 25       | Mint To Be                              | 10        | Bebe              | Elenco principal | (Krist) Perawat Sangpotirat                               |
| 2018 | 9/14        | GMM One      | Love At First Hate                      | 13        | Kluay             | Elenco principal | (Son) Yuke Songpaisarn                                    |
| 2019 | 1/14        | GMM 25       | Mia Noi                                 | 18        | Chalathorn/Chala  | Elenco principal | (Smart) (Mart) Krissada Pornweroj                         |
| 2019 | 1/14        | GMM 25       | Pla Ra Song Kruang                      | 20        | Awasda/Wan        |                  | (Oil Thana) (Oil) Thana Suthikamol                        |
| 2020 | 12/6        | GMM One      | Angel Beside Me                         | 12        | Serena            | Elenco de apoio  |                                                           |
| 2020 | 3/1         | GMM 25       | Girl Next Room                          | 6         | Sundae            |                  | (Toy) Pathompong Reonchaidee                              |
| 2020 | 3/1         | GMM 25       | Ban Sao Soad                            | 20        | Pimpaka/Somsri    |                  | (Kao) Jirayu Laongmanee                                   |
| 2021 | 1/1         | GMM 25       | Oh My Boss                              | 10        | Noomnim           |                  | Luke Ishikawa Plowden                                     |
| 2021 | 1/1         | One 31       | My Queen                                |           |                   |                  | Neng Sarun Naraprasertkul Gunsmile Chanagun Arpornsutinan |

### Filmes
| Ano  | Transmissão | Rede    | Título           | Duração             | Papel | Nota             | Parceiro                  |
| ---- | ----------- | ------- | ---------------- | ------------------- | ----- | ---------------- | ------------------------- |
| 2016 | 12/5        | GMM One | Little Big Dream | 1 hora e 14 minutos | Dream | Elenco principal | (Push) Puttichai Kasetsin |

## Discografia
| Ano  | Emitido | Título da música                                | Título em inglês                | Drama                                   | Visualizações |
| ---- | ------- | ----------------------------------------------- | ------------------------------- | --------------------------------------- | ------------- |
| 2015 | 6/9     | มาทันเวลาพอดี/ Mah Tun Welah Por Dee              | You Came At Just The Right Time | Ugly Duckling Series: Perfect Match     | 27,633,360    |
| 2015 | 7/5     | เธอ…คำถามซึ่งไร้คนตอบ - พี่เสือ จูเนียร์                 |                                 | Ugly Duckling Series: Perfect Match     | 4,805,983     |
| 2015 | 10/29   | คนเจ้าชู้ (บีดับบีดู) / Kon Jao Choo (Bee Dup Bee Doo) | Player (Bee Dup Bee Doo)        | Ugly Duckling Series: Boy's Paradise    | 27,861,087    |
| 2016 | 3/2     | พูดว่ารักในใจ / Poot Wah Ruk Nai Jai               | Saying I Love You In My Heart   | Senior Secret Love                      | 21,730,741    |
| 2016 | 6/13    | ไม่ธรรมดา / Mai Tummadah                         | Uncommon                        | U-Prince Series: The Handsome Cowboy    | 30,725,684    |
| 2017 | 3/20    | หนี                                              |                                 | Senior Secret Love: Puppy Honey 2       | 5,557,868     |
| 2017 | 6/6     | อะไรก็ได้ในใจเธอ                                  |                                 | U-Prince The Series: The Ambitious Boss | 2,807,395     |
| 2017 | 12/17   | คู่ชีวิต                                            |                                 | My Dear Loser: Monster Romance          | 1,410,290     |
| 2018 | 7/24    | ยิ่งปฏิเสธ ยิ่งรักเธอ                                 |                                 | Mint To Be                              | 1,721,592     |
| 2018 | 9/11    | จริงใจหรือแกล้งให้ไหวหวั่น                            |                                 | Love At First Hate                      | 438,771       |
| 2019 | 7/24    | เวลาใครถาม                                      |                                 |                                         | 1,721,592     |
| 2019 | 9/11    | ภาพจำ                                           |                                 |                                         | 438,771       |
| 2020 | 7/24    | รักตัวเองบ้างนะ                                    |                                 | Girl Next Room                          | 1,721,592     |
| 2020 | 7/24    | ไม่พอจะฝัน ร่วมกับ อิศรา กิจนิตย์ชีว์                     |                                 |                                         | 1,721,592     |
| 2020 | 9/11    | หวังใจ (ไว้ให้เธอโสด)                              |                                 | Ban Sao Soad                            | 438,771       |
| 2021 | 9/11    | Tell Me                                         |                                 | Oh My Boss                              | 438,771       |